# جيمس كامينز
جيمس كامينز (بالإنجليزية: James Cummins)‏ هو شاعر أمريكي، ولد في 1948.